# Xisco Muñoz
Francisco Javier Muñoz Llompart, mais conhecido como Xisco (Manacor, 5 de setembro de 1980), é um ex-futebolista espanhol que atuava como atacante ou ala. Atualmente, como técnico, comanda a equipe do Sheffield Wed.

## Carreira como técnico
O primeiro time comandado por Xisco foi o Dinamo Tbilisi da Geórgia, em 2020, aonde ganhou o campeonato nacional. Na temporada 2020-2021, foi contratado pelo  Watford FC clube da Inglaterra e nos anos seguintes rodou por times como Huesca FC da  Espanha,  Anorthosis do Chipre e atualmente comanda o Sheffield Wed da 
Inglaterra.

## Títulos
Valencia
- Campeonato Espanhol: 2003–04
- Liga Europa: 2003–04
- Supercopa Europeia: 2004

 Dinamo Tbilisi
- Campeonato Georgiano: 2012-13
- Copa da Geórgia: 2012-13

### Prêmios
- Artilheiro do Campeonato Georgiano de 2012-13: - (24 gols)